# Leonard George Casley

Leonard George Casley (Kalgoorlie, 28 augustus 1925 – Hutt River, 13 februari 2019) was het staatshoofd van de Principality of Hutt River, een zelfuitgeroepen prinsdom in West-Australië, zo'n 600 kilometer ten noorden van Perth gelegen. Dit prinsdom is niet officieel erkend door Australië of een ander land.

## Afscheiding
In 1969 legde de Australische regering beperkingen op aan de verbouw van tarwe: iedere boer moest zijn oogst met 10 procent verminderen. Casley kreeg daar problemen mee toen de regering de quota nog datzelfde jaar verder verlaagde. Onder de nieuwe regelgeving zou de opbrengst van zijn tarwe niet voldoende meer zijn om de huur van de oogstmachines te betalen, waardoor Casley geen bron van inkomsten meer zou hebben. Als werkgever was Casley echter verantwoordelijk voor vijf gezinnen, reden waarom hij de besluitvorming niet accepteerde.
Toen hij zich in de wetgeving verdiepte ontdekte hij een aantal fouten. Zo waren de quotabepalingen nog niet door het parlement goedgekeurd. De bepalingen boden ook geen ruimte voor beroepsmogelijkheden en bevatte geen compensatieregelingen voor gederfde inkomsten.
Casley heeft - tevergeefs - direct protest aangetekend bij diverse overheidsinstellingen, tot aan de gouverneur-generaal toe. Hierop heeft hij een schadeclaim ingediend van 52 miljoen dollar. De Australische overheid reageerde door onteigening aan te kondigen. Casley zag nu nog maar een uitweg: hij richtte zijn eigen staat op. Deskundig als hij inmiddels was op het gebied van de Australische wetgeving, wist hij dat het mogelijk was om zelfbestuur uit te roepen. Voorwaarden daarvoor waren dat zowel de economie van een gebied als het eigendom van het land gevaar liepen door handelen van de overheid. Casley vond dat dat het geval was 'Hutt River Province' scheidde zich op 21 april 1970 af van moederland Australië.

## Zelfstandig prinsdom
Na de afscheiding stuurde Casley een brief naar koningin Elizabeth II met het verzoek Hutt River op te nemen in het Engelse Gemenebest. Op deze brieven is echter nooit gereageerd. Omdat de Australische regering een republiek nog steeds via de wet zou kunnen aanpakken, besloot Casley er een vorstendom van te maken. De 'onderdanen' kozen hem als hun leider. Uit respect voor de koningin nam hij geen koningskroon aan maar de titel van prins: prins Leonard I van Hutt River.
Op 7 juli 2013 overleed prinses Shirley van Hutt River, de gemalin van prins Leonard. Samen hadden ze zeven kinderen (vier jongens en drie meisjes), en een groot aantal klein- en achterkleinkinderen. Ondanks zijn hoge leeftijd bleef hij zijn 'natie' leiden. Zijn oudste zoon Ian is zijn troonopvolger en tevens minister president. Prins Wayne van Hutt River is minister van buitenlandse zaken.
In februari 2019 overleed Casley op 93-jarige leeftijd aan een longaandoening.